# Pole marzeń
Pole marzeń – amerykański film obyczajowy z 1989 roku, powstały na podstawie powieści W. P. Kinselli.

## Opis fabuły
Ray Kinsella jest farmerem w Iowa. Ma żonę i kochającą córkę. Wydaje się szczęśliwym człowiekiem, aż do chwili, gdy słyszy tajemniczy głos „Jeśli to zbudujesz, on przyjdzie”. Pod jego wpływem buduje na polu kukurydzianym boisko do gry w baseball. Podejrzewa, że tajemniczy głos należy do Bosonogiego Joe Jacksona. Po zbudowaniu pola widzi baseballistów z Jacksonem na czele, ale jego sąsiedzi nic nie widzą i uważają go za dziwaka. Głos jednak znów zaczyna mówić do niego. Mężczyzna wyrusza w niezwykłą podróż, która zmieni jego życie na zawsze.

## Obsada
- Kevin Costner – Ray Kinsella
- Amy Madigan – Annie Kinsella
- Gaby Hoffmann – Karin Kinsella
- Ray Liotta – Bosonogi Joe Jackson
- Timothy Busfield – Mark
- James Earl Jones – Terence 'Terry' Mann
- Burt Lancaster – Dr Archibald 'Moonlight' Graham
- Frank Whaley – Archie Graham
- Dwier Brown – John Kinsella
- Art LaFleur - Chick Gandil

## Nagrody i nominacje
Oscary za rok 1989
- Najlepszy film – Lawrence Gordon, Charles Gordon (nominacja)
- Najlepszy scenariusz adaptowany – Phil Alden Robinson (nominacja)
- Najlepsza muzyka – James Horner (nominacja)

Nagrody Saturn 1989/90
- Najlepszy film fantasy (nominacja)
- Najlepszy scenariusz – Phil Alden Robinson (nominacja)

## Zdjęcia
Zdjęcia do filmu realizowane były na terenie amerykańskich stanów Massachusetts, Iowa i Illinois.